# 裝甲教導師
裝甲教導師（德語：Panzer Lehr Division）是第二次世界大戰期間隸屬於納粹德國陸軍的一支精銳裝甲部隊，最初於1943年為反制可能的盟軍登陸行動而由駐紮於德國境內的訓練與示範部隊共同整併編成。該師是德意志國防軍中唯一一支百分之百機械化的裝甲师。該師在數次作戰中幾近全滅，尤其是在眼鏡蛇行動期間；也因此至歐洲戰事結束時，該師已與1943年時創立的原始部隊大不相同。

## 歷史

### 編成
裝甲教導師的組建始於1943年12月30日，隨後於1944年1月間移往法國南錫及凡爾登一帶完成餘下的編成作業。該師由數個精銳訓練與示範單位共同整編而成，而其創立初期的原始幹部多係抽調自第一與第二裝甲部隊學校。組成裝甲教導師的訓練與示範單位是全德國境內作戰經驗最為豐富且訓練最為紮實的裝甲部隊，且幾乎每一個單位都曾參與過東線戰場、北非戰場、西西里島與義大利前線的戰事，其中因戰鬥表現而受勳者更是不在少數。正因如此，裝甲教導師自草創時期便一直被視為國防軍中的精銳單位。
1944年上半年，裝甲教導師奉命移往匈牙利接受進一步訓練，同時參與旨在佔領該國全境的瑪格莉特作戰；第901裝甲擲彈兵教導團亦於此時期併入該師。該師隨後奉命以國防軍最高統帥部後備裝甲部隊的身份移防法國以反制盟軍可能的登陸行動，共同待命的單位還有親衛隊第1裝甲兵團與親衛隊第17裝甲擲彈兵師。這些部隊擁有最高級別的授權層級，意即僅有納粹德國元首阿道夫·希特勒本人的命令始可調動。
除了優秀的戰鬥表現外，裝甲教導師也是國防軍裝甲指揮部旗下裝備最為精良的師級部隊之一。教導師所屬的裝甲團下各編有一個營的豹式戰車與四號戰車。除此之外，兩個裝甲擲彈兵團的步兵皆係以SdKfz 251半履帶車等類型的裝甲車輛運載；這與普通的國防軍裝甲師形成強烈對比。在國防軍中，僅有第一個裝甲擲彈兵團的第一營配有半履帶車，其餘部隊則僅配有普通卡車。教導師內的工兵與偵察部隊也同樣配備裝甲車，其中裝甲偵察營更配有一個連的新式SdKfz 234美洲豹裝甲車。在诺曼底时，该师的装甲团同时还配属一个316遥控坦克连(316. Funklenk-Panzerkompanie)，该连得到了第一批5辆虎2式坦克，但因为途中故障未参加诺曼底的战斗。1944年6月1日時，裝甲教導師共計有SPW658輛，所屬的戰車與突擊砲及四號驅逐戰車共計237輛（10輛三號突擊砲、99輛四號戰車、89輛豹式戰車、8輛虎式戰車、31輛四號驅逐戰車）。 值得注意的是，教導師旗下的裝甲擲彈兵所著的制服為灰色短版且車有雙排扣的丘尼卡，近似於突擊砲單位的制服，而非標準的國防軍M1942型制服。

### 諾曼第

#### 卡昂戰役
當盟軍於1944年6月6日在法國諾曼第發動大規模兩棲登陸攻勢時，作為戰略裝甲後備武力「西部裝甲集群」一部分的裝甲教導師在關鍵的登陸初期並未參與戰鬥。攻擊命令於不久後下達，教導師亦迅速開赴前線，並於6月8日與英軍與加拿大軍隊爆發遭遇戰。教導師受命固守毗鄰親衛隊第12希特勒青年團師一段的戰線，負責守衛卡昂。該師成功擊退了數波英軍攻勢，戰事陷入膠著。

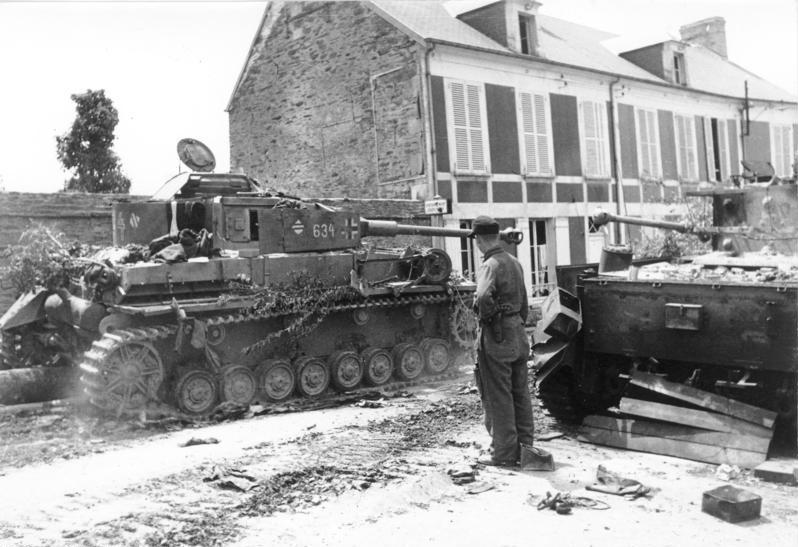
1944年6月間，在法國维莱博卡日遭擊毀的四號戰車

1944年6月13日，英國陸軍第7裝甲師第22裝甲旅群發動了一波攻勢，繞過裝甲教導師的防禦正面，成功於瑟勒河畔蒂伊附近攻破了德軍防線，並佔領了维莱博卡日；教導師的後翼因此受到嚴重威脅。教導師的部分部隊、第2裝甲師與親衛隊第101重戰車營奉命驅離滲入的英軍部隊。隨之爆發的波卡基村戰役以英軍一路撤回攻勢起始點告終。6月17日，裝甲教導師被迫撤退。
與所有參與諾曼第戰事的德軍裝甲部隊一樣，裝甲教導師也在盟軍密集的空中攻擊下遭受嚴重的損失。至六月結束時，該師的裝甲武力已遭大幅削弱。儘管如此，該師仍在瑟勒河畔蒂伊的激烈戰鬥中成功抵擋了英軍與國協部隊的攻勢。
至6月結束時，裝甲教導師已折損了2,972名人員、51輛戰車與突擊砲、82輛半履帶車與294輛其他車輛。

#### 聖洛戰役
7月1日時，裝甲教導師僅剩36輛可用的四號戰車（另有29輛處於短期維修、10輛處於長期維修中）、32輛可用的豹式戰車（26輛處於短期維修、8輛處於長期維修中）與28輛可用的驅逐戰車及突擊砲（9輛處於短期維修、1輛處於長期維修中）。7月7日裝甲教導師受命撤出瑟勒河畔蒂伊，轉往西部支援於聖洛附近抵禦美軍攻勢的友軍。聖洛周遭的地形佈滿了小型田野與高大的灌木樹籬，道路則隱沒於田地之間；這種地形對機械化部隊的行進造成很大的阻礙，但對步兵而言卻是絕佳的防禦陣地。
7月10日，裝甲教導師在勒代澤爾附近對美軍第9與第30步兵師發動反攻。美軍的M10驅逐戰車擊毀了30輛教導師戰車，餘下部隊因此被迫撤退。
在接下來的兩週內，教導師以防禦性的消耗戰術試圖拖延擁有兵力優勢的盟軍部隊。7月19日，美軍佔領聖洛；六天後，美軍發動眼鏡蛇行動。此時的教導師僅剩下2,200名兵力、12輛可用的四號戰車與16輛豹式戰車；另有30輛戰車在戰線後方接受不同程度的維修。行動伊始，盟軍派遣了1,500架轟炸機大規模轟炸德軍陣地，而裝甲教導師恰巧位於盟軍的轟炸路徑上，並因此承受了逾1,000人的傷亡，另有14輛突擊砲與10輛戰車毀損。儘管德軍初期的抵抗十分頑強，但至7月27日時德軍防線已遭突破。同日，師長弗里茨·拜尔莱因回報裝甲教導師「終於遭到殲滅。」
8月1日，裝甲教導師共有33輛戰車與突擊砲處於行動狀態，另外尚有44輛則仍在維修中。該師的戰鬥力如今嚴重萎縮，已無力阻截140,000盟軍部隊的推進。因是之故，在竭力突圍撤出後，該師於8月17日奉命撤往阿朗松進行休整。仍有戰鬥能力的人員與戰車則被抽調出來，整併為「豪泽戰鬥群」與「里特根戰鬥群」；這些部隊則持續與空降獵兵部隊一同作戰。豪泽戰鬥群於不久後脫離戰鬥，撤往楓丹白露進行休整；教導師師長拜尔莱因則命其餘部隊跟進。該師隨後又進一步撤回德國本土。裝甲教導師在整個八月間承受了1,468名人員傷亡。
在成立僅僅七個月內，僅存20輛可用戰車的裝甲教導師便已從國防軍的精銳單位淪為無戰力部隊。在九月間的一次清點中，師內僅存一個剩下連級兵力的裝甲擲彈兵營、一個工兵營、6門105毫米榴彈砲、5輛戰車、一個偵察排與一個兵力200人的警戒營。在薩爾接受整整一個月的整編後，該師移往帕德博恩，並獲得了72輛戰車、21輛突擊砲與兵員補充。

### 阿登

#### 守望萊茵
11月上旬，裝甲教導師被改編入由哈索·馮·曼陀菲爾上將指揮的第5裝甲軍團旗下。該軍隸屬於瓦爾特·莫德爾元帥所指揮的B集團軍，而此時的德軍正準備發動新一輪代號為「守望萊茵河作戰」的冬季攻勢。11月21日，略經整編的裝甲教導師奉命前往阻擊向萨韦尔讷一帶挺進的美軍部隊。此時的教導師共擁有34輛四號戰車與38輛豹式戰車。教導師的反攻行動受阻，隨後便在承受不小損失的情況下奉命撤離戰線。
裝甲教導師與其他單位重新接受整備意味著作戰行動將勢必被迫延期。作戰發動前數日，裝甲教導師與元首護衛旅一同被編入預備隊。12月15日，即作戰發動前一日的裝甲教導師仍舊面臨戰力嚴重不足的窘境，所屬的兩個戰車營中僅有一個有能力參與戰鬥，另一營則奉命歸建，轉由原始母單位第3裝甲師指揮；兩個裝甲擲彈兵團則均僅有編制員額80%的兵力。此外，攻勢發起時師內亦僅有57輛戰車（30輛豹式戰車與27輛四號戰車）與20輛四號驅逐戰車處於行動狀態。為了補足戰力，教導師獲得了兩個驅逐戰車營與一個突擊砲旅的增援。裝甲偵察營是所有教導師的下級單位中唯一擁有滿編戰力的部隊。
守望萊茵河作戰於1944年12月16日正式啟動。第26國民擲彈兵師奉命為裝甲教導師開道，但卻於不久後即遭壓制，教導師的移動速度也因此顯著減緩。這種情況在接下來的兩日內更加惡化：第901裝甲擲彈兵團遭美軍阻截於通往维尔茨的公路上，第902團則在霍辛根遭遇頑強抵抗。

#### 巴斯托涅
12月18日，德軍恢復了攻勢的步調。第26國民擲彈兵師佔領了克莱沃河上的一座橋樑，從而打通了通往鐵路節點巴斯托涅的通道。教導師的裝甲偵察營在部隊前方活動，一路往威爾次方向挺進，隨後才在往巴斯托涅的路上與師部會合。另一方面，仰賴馬匹作為運輸工具的第26國民擲彈兵師則在行進過程中混入了裝甲教導師的隊伍中，造成後者的推進速度大幅下降。
19日，裝甲教導師在内夫附近遭美軍第10裝甲師設下的路障所阻攔。雙方短暫交火後，美軍撤出，德軍再度向巴斯托涅挺進。然而此時裝甲教導師的主力裝甲部隊卻已被派往北部支援在马日雷的第26國民擲彈兵師。在奪取马日雷後，師長拜尔莱因自當地居民口中得知一支擁有約50輛戰車與若干步兵的美軍部隊正朝隆维利前進。拜尔莱因隨後命部隊就地停歇，設下路障，以便重整部隊。當裝甲教導師再次前進並終於抵達巴斯托涅時，城鎮卻早已為美軍第101空降師所佔領。教導師接著兵分兩路，一部分部隊留駐原地協助第26國民擲彈兵師奪取巴斯托涅，主力裝甲部隊則繼續往默兹河方向挺進。
在接下來的幾天內，受命協助第26國民擲彈兵師攻取巴斯托涅的裝甲教導師部隊（主要為第901裝甲擲彈兵團）與敵軍陷入了連續且激烈的戰鬥，並承受了嚴重的傷亡。向東推進的主力部隊則獲取了一些的戰果，其中包括俘獲一支規模龐大的美軍車隊，但其攻勢卻在圣于贝尔附近遭遇美軍頑強抵抗，被迫停止，隨後更遭捲入巴斯托涅南方的激烈戰鬥中。21日，第5軍軍長曼陀菲爾上將命裝甲教導師脫離巴斯托涅地區的戰鬥，並令其與第2裝甲師及第116裝甲師會師重整，準備對迪南與默兹河發動突襲。

#### 突襲迪南
在花費一日為進攻做準備後，裝甲教導師發動了攻勢，先攻下了圣于贝尔，隨後又打通了通往迪南的公路；默兹河防線再度門戶大開。儘管如此，作為突襲前導單位的第902裝甲擲彈兵團卻於不久後遭遇強大的敵火壓制；隨著進攻矛頭越加深入敵境，裝甲教導師的推進也越顯吃力。12月23日，教導師在經歷一整日的激烈戰鬥後終於以高昂的代價佔領了羅什福爾。戰線彼端的美軍最終雖然被迫撤離，但其在抵擋德軍精銳裝甲部隊一整日的攻勢後卻僅受到相當輕微的損失，僅有25人陣亡與15人負傷。
裝甲教導師曾兩度試圖拯救受困的第2裝甲師，稍後亦成功奪取于曼，但卻已無力再向前推進。在第9裝甲師嘗試拯救第2裝甲師未果後，裝甲教導師受命撤離戰場。在第2裝甲師的戰鬥集群中，僅有約600人成功以徒步的方式逃脫，但卻被迫拋棄幾乎所有的重型裝備。另一方面，裝甲教導師終究未能抵達默兹河沿線，守望萊茵河作戰以失敗告終。

#### 巴斯托涅解危
曼陀菲爾上將的殘餘部隊經後撤重整後，最後一次嘗試奪取巴斯托涅。與此同時，喬治·巴頓將軍所指揮的美軍第三軍團抵達；擔任進攻矛頭的第4裝甲師對包圍巴斯托涅的德軍部隊展開攻擊，並於不久後打通了一條可進出巴斯托涅的通道。裝甲教導師在經歷激烈戰鬥後撤回德國本土。

### 荷蘭至魯爾口袋
阿登攻勢失敗後，裝甲教導師再次接受整編，但其人員素質與裝備卻早已大不如前。許多有經驗的部隊成員已經陣亡，1945年上半年的裝甲教導師也早已與1944年6月首次參戰時的裝甲教導師有著相當顯著的不同。
該師隨後受命北上，進入萊茵蘭，並在該地與英軍指揮官伯納德·蒙哥馬利元帥所領導的第21集團軍爆發戰鬥。裝甲教導師負隅頑抗，並承受了慘重的傷亡。至3月15日時，裝甲教導師僅剩6輛四號戰車、29輛豹式戰車與14輛四號驅逐戰車可用。美軍第9裝甲師奪取了位於雷馬根的魯登道夫大橋，而裝甲教導師則受命前往摧毀美軍橋頭堡，不過行動以失敗告終。盟軍如今在空中與地面都挾有優勢，裝甲教導師也因此蒙受了嚴重的損失。至此，全師僅剩下300人與15輛戰車。在橫越德國西北部的撤退戰鬥中，該師遭圍困於魯爾口袋中，教導師殘部最終於4月15日向美軍第99步兵師投降。

## 戰鬥序列
| 裝甲教導師1944年6月編制 上級單位 - 第7軍團 下級單位 - 第130裝甲教導團（） - 第6裝甲團第1營（） - 第130裝甲教導團第2營（） - 第316無線電控制裝甲連（） - 第901裝甲擲彈兵教導團（） - 第901裝甲擲彈兵教導團第1營（） - 第901裝甲擲彈兵教導團第2營（） - 第902裝甲擲彈兵教導團（） - 第902裝甲擲彈兵教導團第1營（） - 第902裝甲擲彈兵教導團第2營（） - 第130裝甲砲兵教導團（） - 第130裝甲偵察教導營（） - 第130裝甲工兵教導營（） - 第130裝甲獵兵營（） - 第311裝甲防空砲兵營（） | 裝甲教導師1944年12月15日編制 上級單位 - 第5裝甲軍 下級單位 - 第130裝甲教導團（） - 第130裝甲教導團第2營（） - 第901裝甲擲彈兵教導團（） - 第901裝甲擲彈兵教導團第1營（） - 第901裝甲擲彈兵教導團第2營（） - 第902裝甲擲彈兵教導團（） - 第902裝甲擲彈兵教導團第1營（） - 第902裝甲擲彈兵教導團第2營（） - 第130裝甲砲兵教導團（） - 第130裝甲偵察教導營（） - 第130裝甲工兵教導營（） - 第130裝甲獵兵營（） - 第311裝甲防空砲兵營（） - 第559重裝甲獵兵營（） - 第243突擊砲旅（） |

## 歷任指揮官
| 姓名             | 階級 | 就任日期      | 離任日期      |
| ---------------- | ---- | ------------- | ------------- |
| 弗里茨·拜尔莱因  | 中將 | 1944年1月10日 | 1944年8月24日 |
| 魯道夫·格哈特    | 上校 | 1944年8月24日 | 1944年9月     |
| 保羅·馮·豪塞男爵 | 上校 | 1944年9月     | 1944年9月     |
| 弗里茨·拜尔莱因  | 中將 | 1944年9月     | 1945年1月1日  |
| 霍斯特·尼馬克    | 少將 | 1945年1月2日  | 1945年4月3日  |
| 保羅·馮·豪塞男爵 | 上校 | 1945年4月4日  | 1945年4月15日 |

## 引用
1. 1 2  Zetterling 2000，第384頁.
2. 1 2 3 4 5 6  Zetterling, N. .   [2018-03-03]. （原始内容存档于2008-07-16）.
3. ↑  Bergstrom 2014，第70頁.
4. ↑  Cole 1997，第466頁.
5. ↑  Battistelli 2009，第54頁.
6. 1 2  Ritgen 1995，第20-21頁.
7. 1 2  Blumenson 1961，第273頁.
8. ↑  Jentz 1996，第152頁.
9. 1 2 3 4  Zaloga 2015，第34頁.
10. 1 2 3  Mitcham 2006，第203頁.
11. ↑  Caddick-Adams 2015，第226頁.
12. ↑  Harrison 2002，第234頁.
13. ↑  Harrison 2002，第248頁.
14. ↑  Badsey 1990，第40頁.
15. ↑  Ritgen 1995，第20頁.
16. 1 2  Zaloga 2015，第35頁.
17. ↑  Edwards 2014，第102頁.
18. ↑  Zetteling 2000，第386頁.
19. ↑  Thomas 2000，第43頁.
20. ↑  Harrison 2002，第333頁.
21. ↑  Harrison 2002，第334頁.
22. ↑  Harrison 2002，第372-375頁.
23. ↑  Harrison 2002，第373頁.
24. ↑  Forty 2004，第57頁.
25. ↑  Forty 2004，第160頁.
26. ↑  Forty 2004，第97頁.
27. ↑  Wilmot 1984，第89頁.
28. ↑  Ford 2004，第29頁.
29. ↑  Batistelli 2013，第54頁.
30. 1 2 3 4  Zaloga 2015，第36頁.
31. ↑  Blumenson 1961，第133頁.
32. ↑  Blumenson 1961，第151頁.
33. ↑  Blumenson 1961，第12頁.
34. ↑  Blumenson 1961，第137-138頁.
35. ↑  Blumenson 1961，第138-139頁.
36. ↑  Blumenson 1961，第173頁.
37. ↑  Blumenson 1961，第233頁.
38. 1 2  Blumenson 1961，第228頁.
39. ↑  Blumenson 1961，第234頁.
40. ↑  Blumenson 1961，第240頁.
41. ↑  Blumenson 1961，第248頁.
42. ↑  Blumenson 1961，第241-246頁.
43. ↑  Blumenson 1961，第282頁.
44. ↑  Ritgen 2001，第163頁.
45. ↑  Blumenson 1961，第577頁.
46. ↑  Ritgen 2001，第175, 183, 184-186頁.
47. 1 2  Ritgen 2001，第175頁.
48. ↑  Ritgen 2001，第183頁.
49. ↑  Ritgen 2001，第184-186頁.
50. 1 2  Cole 1997，第465頁.
51. ↑  Ritgen 2001，第318頁.
52. ↑  Ritgen 2001，第187頁.
53. ↑  MacDonald 1963，第42頁.
54. ↑  Clarke 1993，第378頁.
55. ↑  Cole 1997，第464頁.
56. ↑  Jentz 1996，第195頁.
57. ↑  Cole 1997，第466-469頁.
58. ↑  Cole 1965，第37頁.
59. ↑  Cole 1997，第469頁.
60. ↑  Cole 1965，第38頁.
61. ↑  Cole 1965，第174頁.
62. ↑  Battistelli 2013，第86-87頁.
63. 1 2 3  Quarrie 2000，第21頁.
64. ↑  Jentz 1996，第199頁.
65. 1 2  Cole 1965，第178頁.
66. ↑  Cole 1965，第186頁.
67. ↑  Cole 1965，第206-207頁.
68. ↑  Cole 1965，第191頁.
69. ↑  Cole 1965，第207頁.
70. ↑  Cole 1965，第299頁.
71. ↑  Cole 1965，第448-449頁.
72. ↑  Cole 1965，第303頁.
73. ↑  Cole 1965，第304頁.
74. 1 2  Cole 1965，第299-300頁.
75. ↑  Cole 1965，第309頁.
76. ↑  Cole 1965，第323頁.
77. ↑  Cole 1965，第325頁.
78. ↑  Cole 1965，第324-326頁.
79. ↑  Cole 1965，第435頁.
80. ↑  Cole 1965，第324-325頁.
81. ↑  Cole 1965，第439-440頁.
82. ↑  Cole 1965，第569頁.
83. ↑  Cole 1965，第570-571頁.
84. 1 2  Cole 1965，第574頁.
85. ↑  Cole 1965，第570頁.
86. ↑  Cole 1965，第672頁.
87. ↑  Cole 1965，第512頁.
88. ↑  Cole 1965，第480頁.
89. ↑  Copp & Vogel 1988，第46頁.
90. ↑  MacDonald 1973，第140頁.
91. ↑  MacDonald 1973，第171頁.
92. ↑  Jentz 1996，第247頁.
93. ↑  MacDonald 1973，第221-222頁.
94. ↑  MacDonald 1973，第226頁.
95. ↑  MacDonald 1973，第221頁.
96. ↑  Quarrie 2000，第23頁.
97. ↑  MacDonald 1973，第370頁.
98. ↑  Nafziger, George.  (PDF). Combined Arms Research Library Digital Library.   [28 June 2016]. （原始内容 (PDF)存档于2011年12月8日）.
99. ↑  Nafziger, George.  (PDF). Combined Arms Research Library Digital Library.   [28 June 2016]. （原始内容 (PDF)存档于2015-07-01）.
100. ↑  Mitcham 2006，第204頁.